# Nuwara Eliya (distrikt)

Nuwara Eliya inom Sri Lanka.

Nuwara Eliya är ett av Sri Lankas 25 distrikt och som ligger i Centralprovinsen. Huvudort är Nuwara Eliya.